# Un casament
Un casament és una pintura creada per l'artista russocatalana Olga Sacharoff l'any 1921 Al quadre, Olga representa una escena de la vida burgesa, i més concretament un casament. Al seu retrat de la burgesia, els personatges apareixen amb ulls de color negre, i sols una xiqueta amb un vestit estrany s'escapa d'aquest tipus de representació.